# Конн Смайт
Костянтин «Конн» Фолкленд Кері Смайт (англ. Constantine «Conn» Falkland Cary Smythe) — канадський бізнесмен, військовий, хокеїст та жокей. Найзнаніший як власник команди Національної хокейної ліги (НХЛ) «Торонто Мейпл Ліфс» з 1927 по 1961 рік, і як керівник будівництва «Мейпл Ліф Гарденс». Був власником «Торонто Мейпл Ліфс» протягом багатьох чемпіонських років. Його ім'я з'явилось на Кубку Стенлі вісім разів: 1932, 1942, 1945, 1947, 1948, 1949, 1951 і 1962. У період 1927—1932 головний тренер «Торонто Мейпл Ліфс». На честь Конна Смайта названий «Трофей Конна Смайта», який щорічно присуджують найціннішому гравцю (MVP) команди НХЛ під час плей-оф Кубка Стенлі.
Смайт також відомий тим, що брав участь в обох світових війнах, організувавши власну артилерійську батарею під час Другої світової війни. 
Коні скакової конюшні Смайта тричі вигравали королівську нагороду серед 145 перемог у перегонах за час його життя. Також Смайт розпочав і керував бізнесом з виробництва піску та гравію.